# Seznam buněčných typů v lidském těle

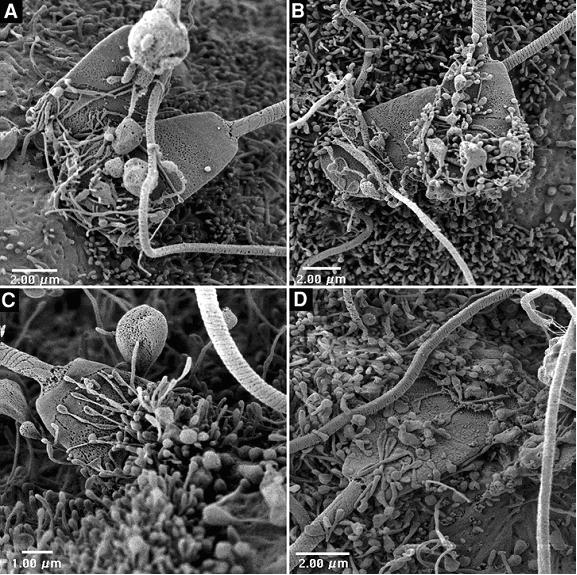
Skenovací elektronová fotografie vajíčka obklopeného množstvím spermií. Pohlavní buňky představují vysoce specializované buněčné typy lidského těla. Ilustrují rozmanitost tvarů a velikostí, jež na sebe mohou lidské buňky brát

Seznam buněčných typů v lidském těle zahrnuje více než 200 typů buněk. Přesný počet není možné vyjádřit, neboť se většina buněčných typů rozpadá na další subtypy a buněčné populace s charakteristickými vlastnostmi. Tento seznam vychází především z katalogu Cells of the Adult Human Body: A Catalogue z nakladatelství Garland Science. Je však nutné upozornit, že mnohé buňky mají více než jednu funkci a je možné je zařadit do více kategorií; také proto tento seznam nemůže být považovaný za jediný platný.

## Rohovatějící epitelové buňky

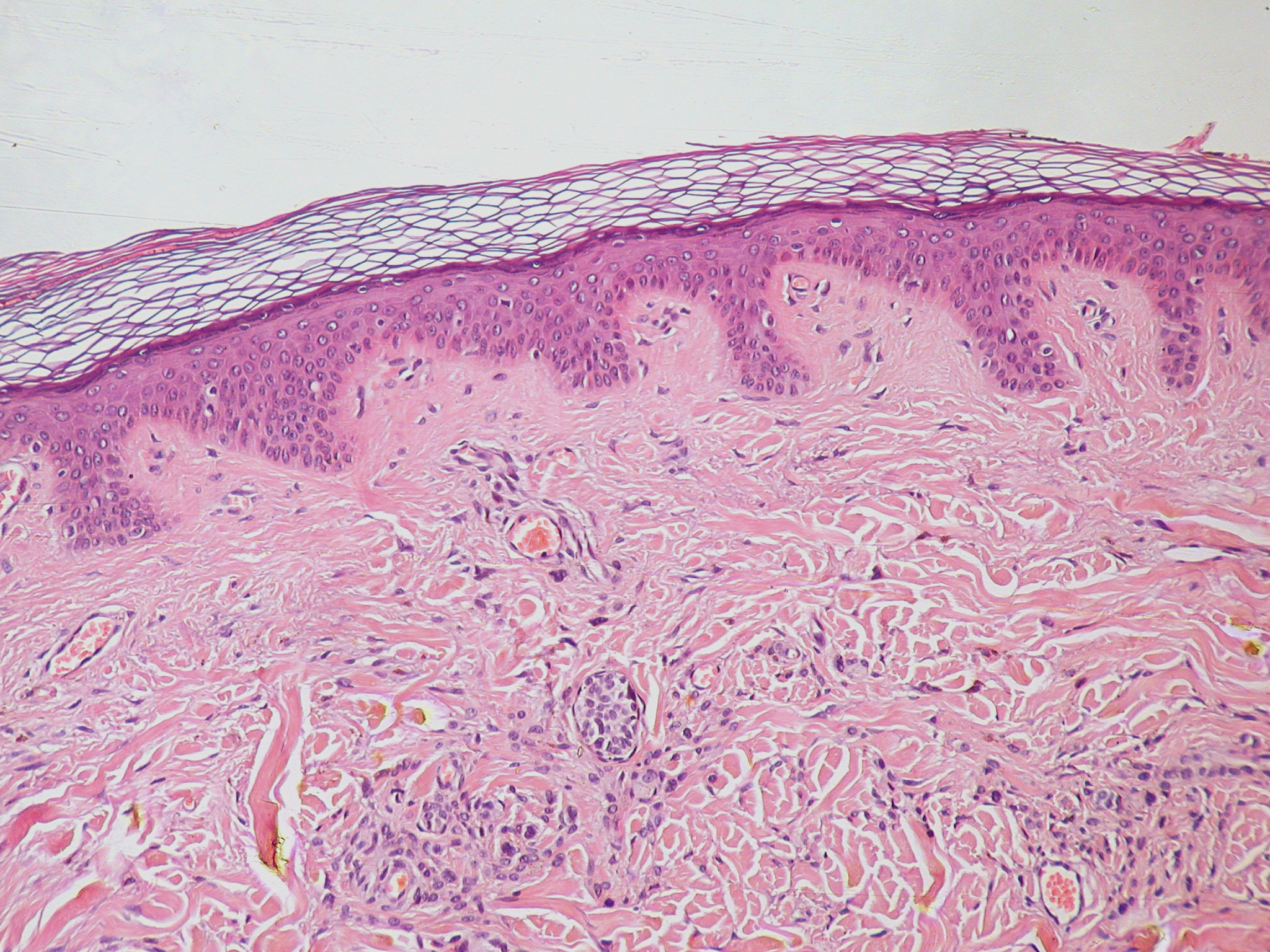
Průřez kůží, svrchní vrstva (pokožka) obsahuje odlupující se pokožkové epitelové buňky v několika vrstvách

- keratinocyt v pokožce (diferencující se pokožková buňka)
- bazální buňka pokožky (vlastně kmenová buňka pokožky)
- keratinocyt v nehtech
- bazální buňka nehtového lůžka (vlastně kmenová buňka nehtových keratinocytů)

- buňka vlasového stébla
  - dřeňová (medulární) buňka vlasového stébla
  - korová (kortikální) buňka vlasového stébla
  - kutikulární buňka vlasového stébla
- buňka vlasové pochvy
  - kutikulární buňka vlasové pochvy
  - buňka Huxleyho vrstvy
  - buňka Henleovy vrstvy
  - vnější buňka vlasové pochvy
- buňka vlasové matrix (váčku) (vlastně kmenová buňka)

## Buňky vlhkých vrstevnatých krycích epitelů

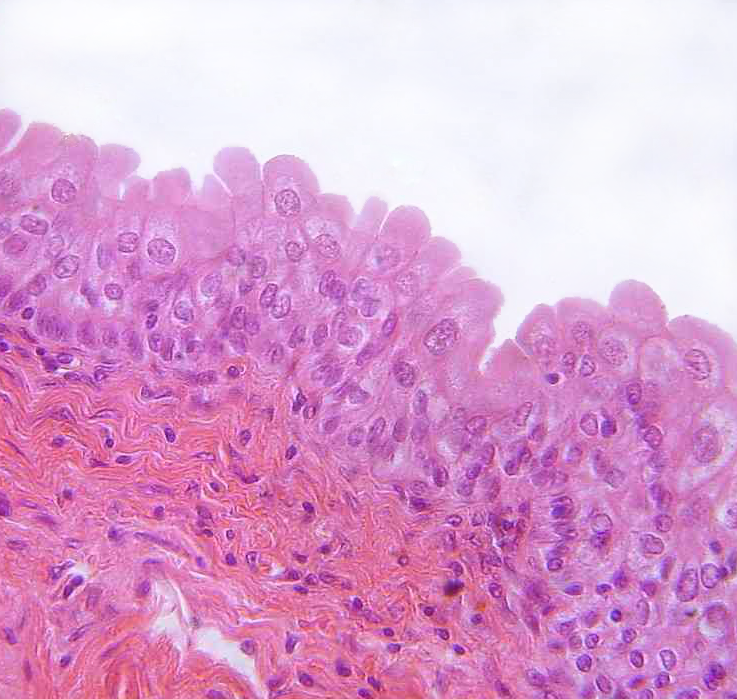
Přechodný epitel v močovém měchýři (urothelium), jeden z vlhkých vrstevnatých krycích epitelů

- povrchová epiteliální buňka vrstevnatých dlaždicových epitelů v rohovce, na jazyku, v ústní dutině, jícnu, análním kanálu, distálním konci močové trubice a ve vagině
- bazální buňka těchto epitelů (vlastně kmenová buňka)
- buňka močového epitelu (lemující močový měchýř a močovody)

## Buňky epitelů specializovaných na exokrinní vylučování
- exokrinní buňky slinných žláz

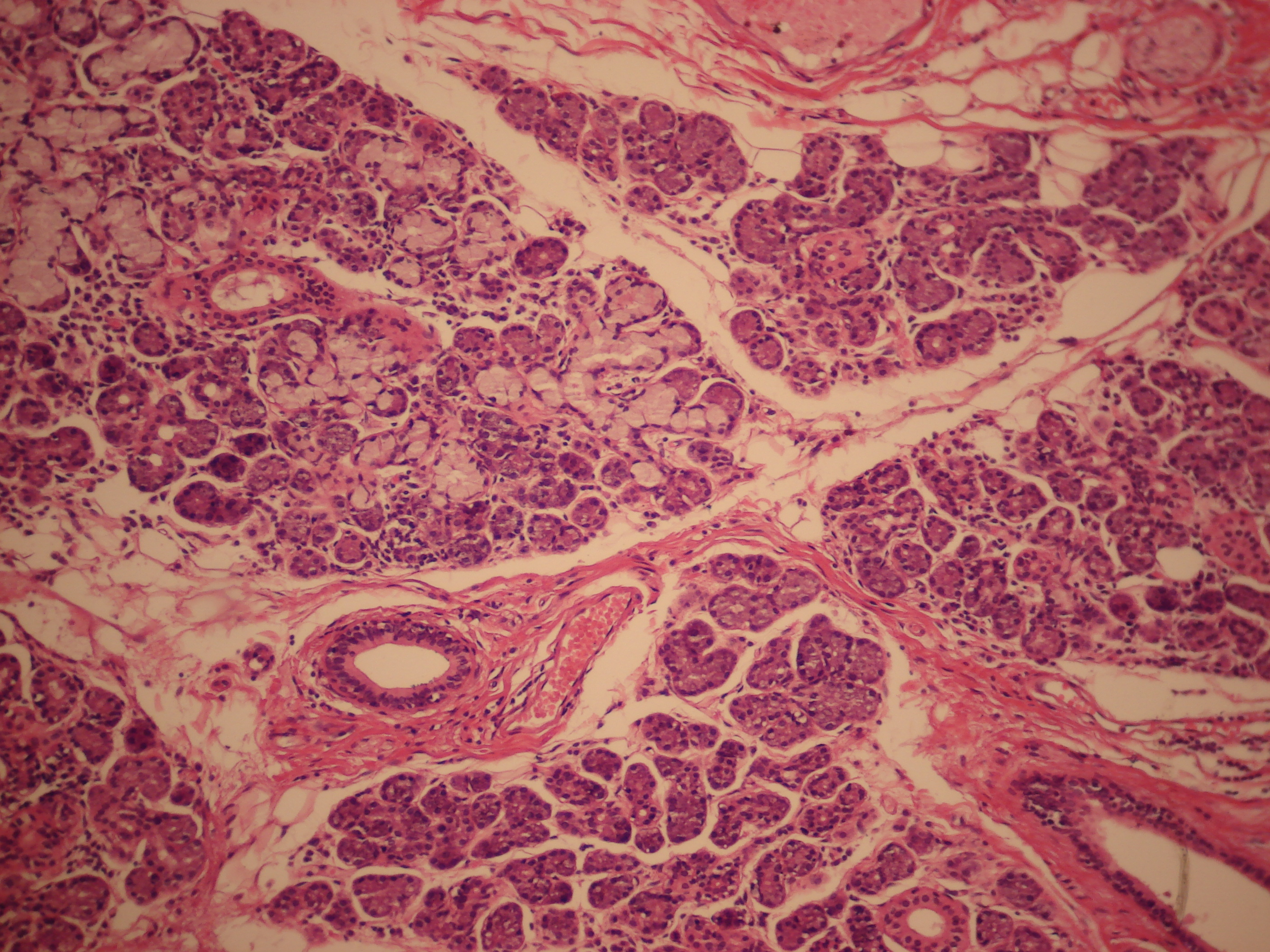
Submandibulární žláza, jedna ze slinných žláz, je složena z mukózních (zde bezbarvých) a serózních (zde barevných) buněk. Tyto buňky jsou ve shlucích a mezi nimi jsou sběrné kanálky.

  - mukózní buňka (vylučující sekret bohatý na polysacharidy)
  - serózní buňka (vylučující sekret bohatý na enzymy štěpící glykoproteiny)
- exokrinní buňka von Ebnerovy žlázy (omývají chuťové pohárky)
- exokrinní buňka mléčných žláz (vylučující mateřské mléko)
- exokrinní buňka slzných žláz (vylučující slzy)
- exokrinní buňka mazových žláz v uchu (vylučující ušní maz)
- tmavá buňka ekrinní potní žlázy (vylučuje glykoproteiny)[2]
- světlá buňka ekrinní potní žlázy (vylučuje různé malé molekuly, vodu a ionty)[2]
- exokrinní buňka apokrinní potní žlázy (vylučuje různé atraktanty atp.)
- exokrinní buňka Mollových žláz v očním víčku
- exokrinní buňka mazových žláz vylučujících kožní maz
- exokrinní buňka Bowmannovy žlázy v nose (sekret omývá čichový epitel)
- exokrinní buňka Brunnerovy žlázy v dvanáctníku (vylučuje alkalickou směs látek)
- exokrinní buňka semenného váčku (vylučuje některé výživné látky do spermatu)
- exokrinní buňka prostaty (vylučuje některé součásti spermatu)
- exokrinní buňka Cowperovy žlázy (vylučuje hlenovitý sekret do spermatu)
- exokrinní buňka Bartholiniho žlázy (vylučuje vaginální lubrikant)
- exokrinní buňka Littrého žlázy (vylučuje v močové trubici hlen do spermatu)
- exokrinní buňka endometria dělohy (vylučuje hlavně cukry)
- pohárková buňka (goblet buňka) dýchacího a trávicího ústrojí (vylučuje hlen)
- mukózní buňka na vnitřní stěně žaludku
- hlavní (zymogenní) buňka žaludečních žláz (vylučující pepsinogen)
- oxyntická buňka žaludečních žláz (vylučující kyselinu chlorovodíkovou)
- acinární buňka slinivky (vylučující trávicí enzymy a hydrogenuhličitany)
- Panethova buňka v tenkém střevě (vylučující lysozymy)
- pneumocyt II. typu (vylučující surfaktant)
- Clara buňka (vylučující látku podobnou surfaktantům)[3], někdy „Clarova buňka“

## Buňky specializované na vylučování hormonů

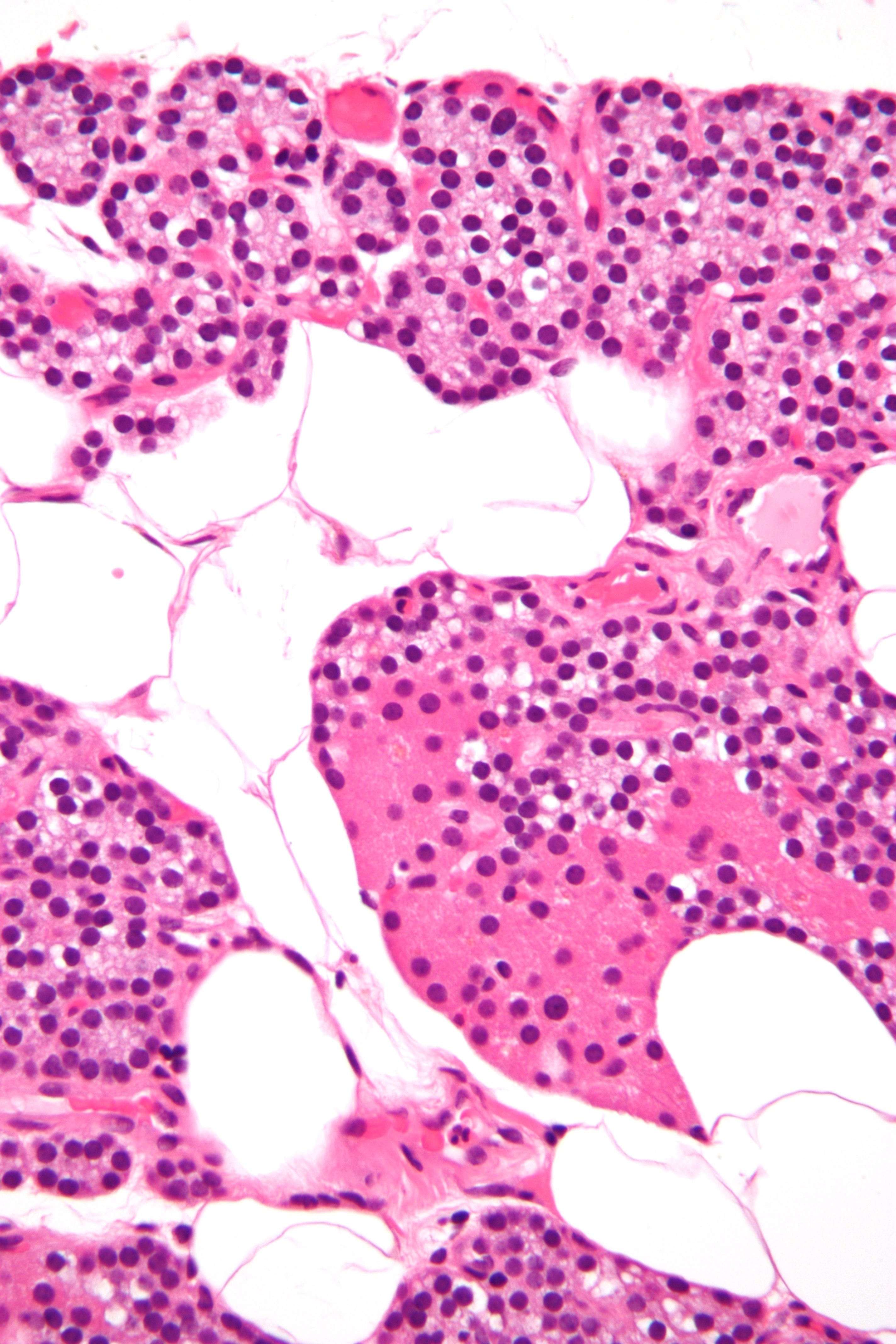
Příštitná tělíska jsou složena z exokrinní tkáně vylučující hormony a jejich hlavní buněčnou složkou jsou sekreční "chief" buňky a dále oxyfilní buňky a adipocyty

- sekreční buňky předního laloku hypofýzy
  - sekreční buňka vylučující růstový hormon
  - sekreční buňka vylučující folitropin
  - sekreční buňka vylučující luteinizační hormon
  - sekreční buňka vylučující prolaktin
  - sekreční buňka vylučující ACTH
  - sekreční buňka vylučující thyreotropin
- sekreční buňky středního laloku hypofýzy
  - sekreční buňka vylučující melanotropin
- sekreční buňky zadního laloku hypofýzy
  - sekreční buňka vylučující oxytocin
  - sekreční buňka vylučující antidiuretický hormon
- sekreční buňky trávicí a dýchací soustavy
  - sekreční buňka vylučující serotonin
  - sekreční buňka vylučující endorfin
  - delta buňka (sekreční buňka vylučující somatostatin)
  - sekreční buňka vylučující gastrin
  - sekreční buňka vylučující sekretin
  - sekreční buňka vylučující cholecystokinin
  - beta buňka (sekreční buňka vylučující inzulin)
  - alfa buňka (sekreční buňka vylučující glukagon)
  - sekreční buňka vylučující bombesin
- sekreční buňky štítné žlázy
  - folikulární buňka – sekreční buňka vylučující thyroidní hormony (thyroxin a trijodthyronin)
  - parafolikulární buňka – sekreční buňka vylučující kalcitonin
- sekreční buňky příštitných tělísek
  - sekreční buňka vylučující parathormon
  - oxyfilní buňka (neznámá funkce)
- sekreční buňky nadledviny
  - sekreční buňka vylučující kalcitonin
  - sekreční buňka vylučující adrenalin
  - sekreční buňka vylučující noradrenalin
  - sekreční buňky vylučující steroidní hormony
    - sekreční buňka vylučující mineralokortikoidy
    - sekreční buňka vylučující glukokortikoidy
- sekreční buňky pohlavních orgánů
  - Leydigova buňka (vylučující testosteron)
  - buňka z theca interna ovariálních folikulů (vylučující estrogen)
  - buňka žlutého tělíska vylučující progesteron
- sekreční buňky juxtaglomerulárního aparátu v ledvinách
  - juxtaglomerulární buňka (vylučující renin)
  - buňka macula densa (zřejmě vylučující erytropoetin)
  - peripolární buňka (podobně jako macula densa)
  - mesangiální buňka (podobně jako macula densa)

## Buňky absorpčního epitele ve střevě, exokrinních žlázách a v močopohlavní soustavě

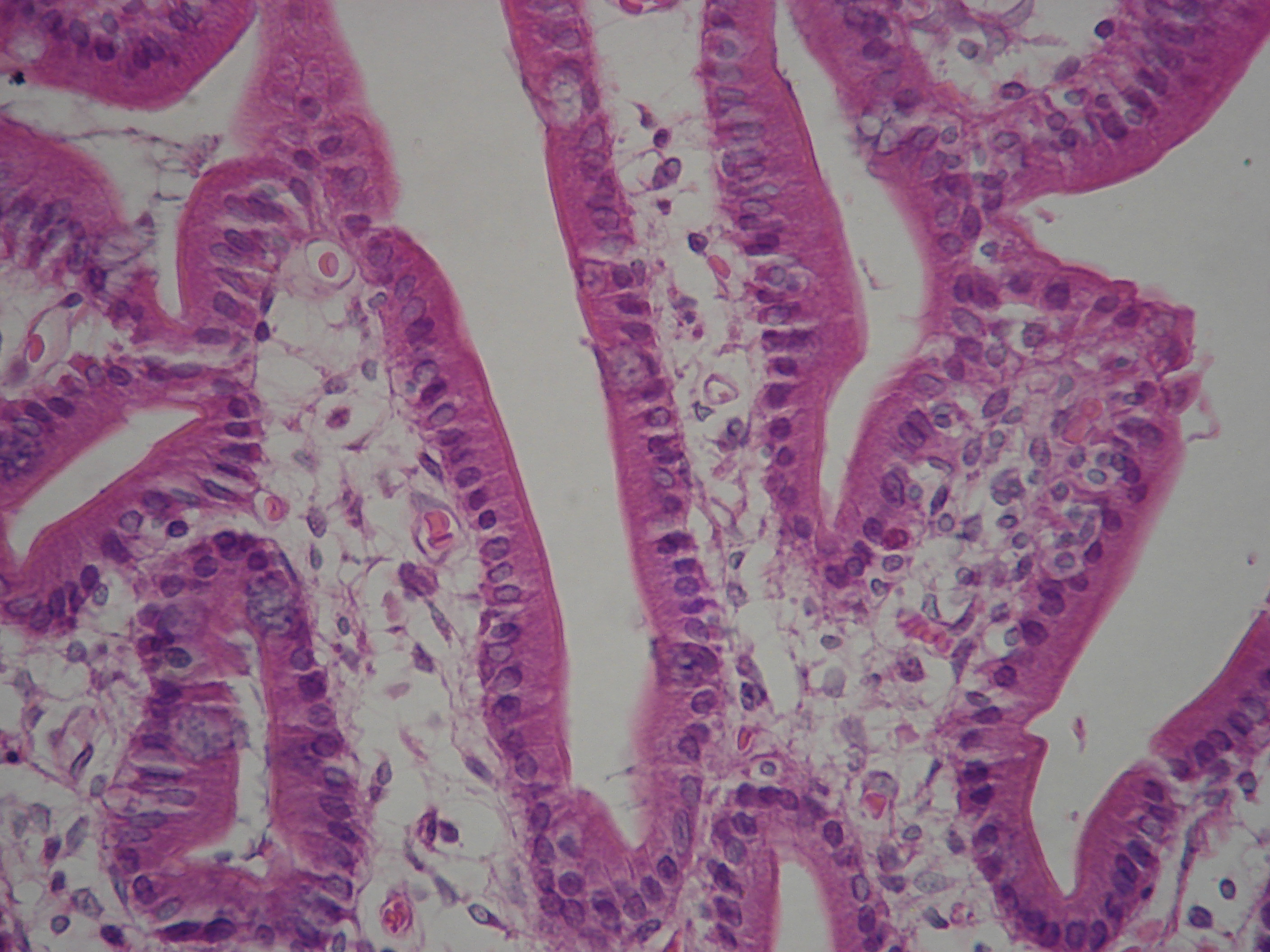
Klky absorpčního epitele v střevě (zde dvanáctník)

- absorpční buňka kartáčového lemu (s mikroklky, ve střevě)
- absorpční buňka ve vývodech některých exokrinních žláz
- absorpční buňka epitelu žlučníku
- absorpční buňka kartáčového lemu v proximálních kanálcích ledvin
- absorpční buňka distálních kanálcích ledvin
- absorpční neobrvená buňka v ductuli efferentes vývodních pohlavních cest muže
- hlavní absorpční buňka nadvarlete
- bazální absorpční buňka nadvarlete

## Buňky s metabolickou nebo zásobní funkcí

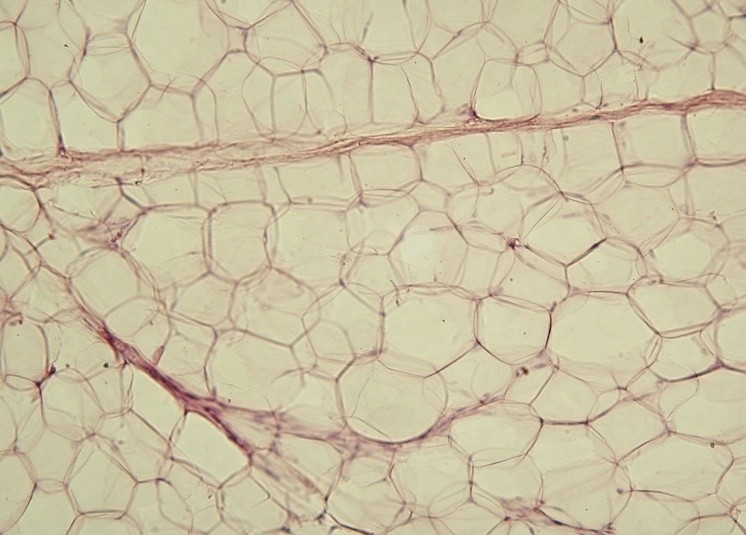
Tuková tkáň s adipocyty

- hepatocyt (jaterní buňka)
- tuková buňka (adipocyt)
  - tuková buňka bílé tukové tkáně
  - tuková buňka hnědé tukové tkáně
  - tuková buňka béžové tukové tkáně
  - lipocyt v játrech

## Buňky krycích epitelů lemující plíce, střeva, exokrinní žlázy a močopohlavní soustavu
- pneumocyt I. typu (lemující vnitřní povrch plic)
- centroacinární buňka (lemující vývody slinivky)
- epiteliální buňka ve vývodech některých dalších žláz (potní žláza, slinná žláza, mléčná žláza)
- parietální buňka ledvinového glomerulu
- podocyt v ledvinovém glomerulu
- buňka tenkého segmentu Henleovy kličky (v ledvinách)
- buňka sběrného kanálku (v ledvinách)
- buňka lemující vývod semenného váčku, prostaty a dalších žláz

## Buňky endotelů v uzavřených tělních dutinách

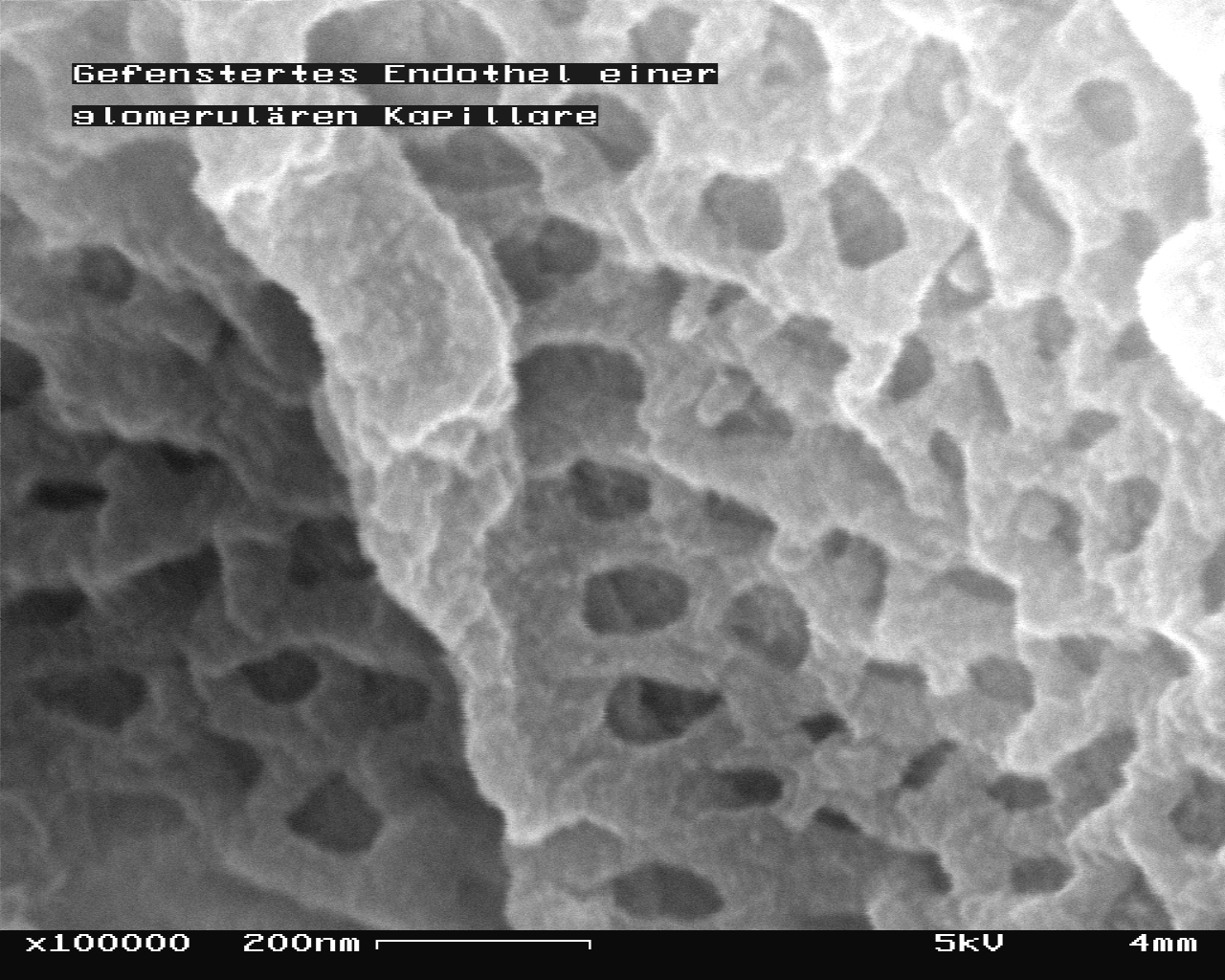
Silně přiblížený pohled na fenestrovaný endotel kapiláry v ledvinách

- endotelová buňka lemující vnitřní stěnu krevních a mízních žláz
  - endotelová buňka fenestrované krevní stěny
  - endotelová buňka kontinuální krevní stěny
  - endotelová buňka ve slezině
- synoviální buňka (lemující kloubní dutinu, má i sekreční funkci)
- serózní buňka (tvořící pobrišnici, poplicnici a osrdečnici)
- dlaždicová buňka lemující perilymfatický prostor uvnitř ucha
- buňky lemující endolymfatický prostor ucha
  - dlaždicová buňka
  - buňka cylindrického epitelu endolymfatického vaku
  - buňka cylindrického epitelu endolymfatického vaku s mikroklky
  - buňka cylindrického epitelu endolymfatického vaku bez mikroklků
  - „tmavá buňka“
  - buňka vestibulární membrány
  - bazální buňka v stria vascularis
  - marginální buňka v stria vascularis
  - Claudiova buňka
  - Boettcherova buňka
- ependymální buňka v choroidálním plexu (též vylučující mozkomíšní mok)
- dlaždicová buňka v pia mater a arachnoidu
- buňky řasinkového epitelu oka
  - pigmentovaná buňka řasinkového epitelu oka
  - nepigmentovaná buňka řasinkového epitelu oka
- „endotelová“ buňka rohovky

## Buňky řasinkových epitelů s posuvnou (propulzivní) funkcí

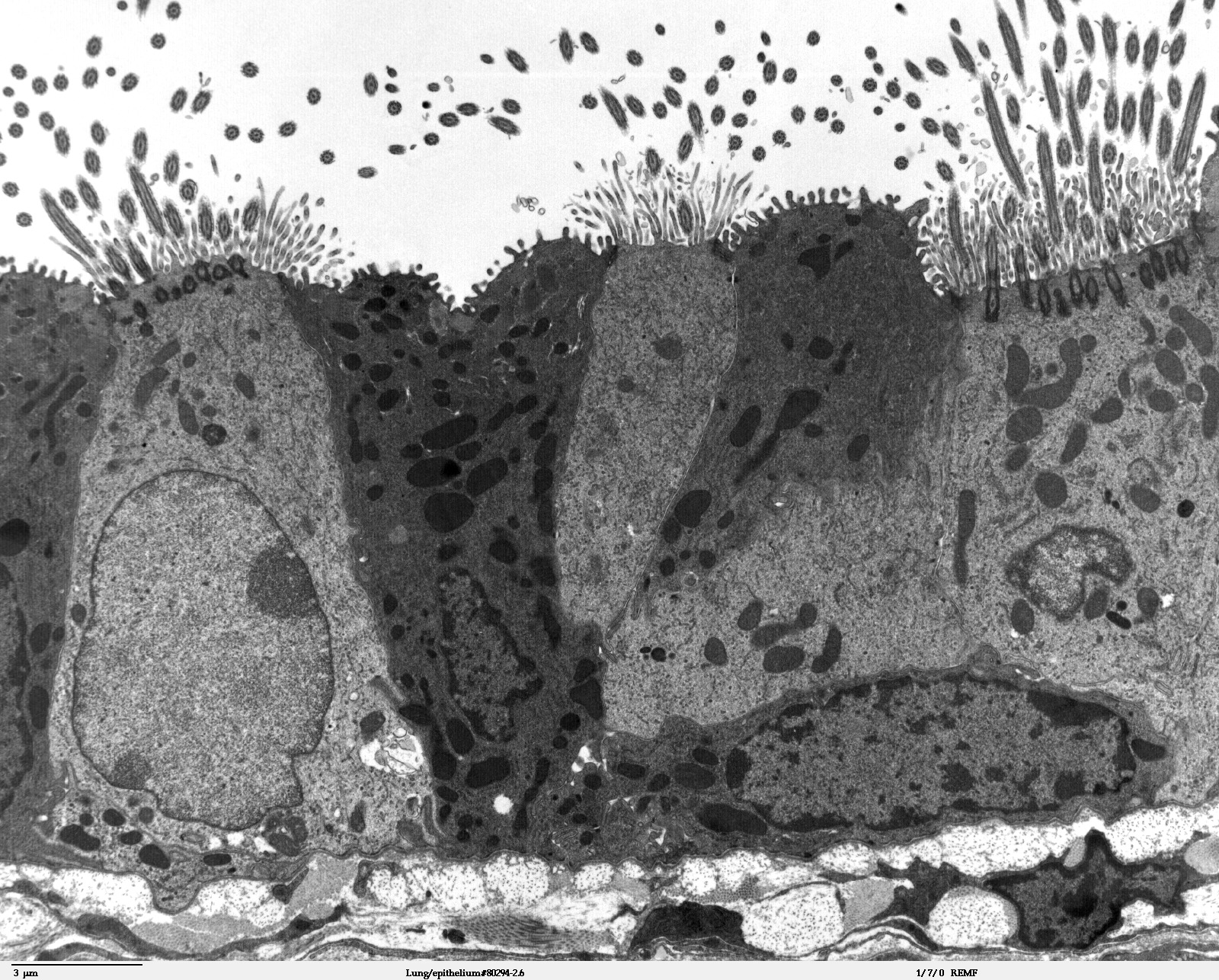
Buňky epitele plic s řasinkami

- řasinková buňka v dýchací soustavě
- řasinková buňka v vejcovodech a na endometriu dělohy
- řasinková buňka v rete testis a ductulus efferens (kanálky vedoucí z varlat do nadvarlat)
- řasinková buňka v centrálním nervovém systému (ependymální buňka lemující mozkové dutiny)

## Buňky specializované k produkci extracelulární matrix
- ameloblast (vylučující sklovinu)

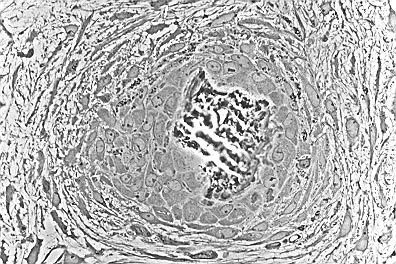
Osteoblasty produkující kostní tkáň

- buňka oblasti planum semilunatum v polokruhovitém kanálku (vylučující proteoglykan)
- sekreční buňka Cortiho orgánu (vylučující tektoriální membránu, jež kryje vláskové buňky)
- fibroblasty (různé, např.: fibroblasty řídkého vaziva, sítnice, šlach, retikulární tkáně v kostí dřeni atp. – obvykle vylučují urč. typ extracelulární matrix)
- pericyt (Rougetova buňka) v krevních kapilárách
- buňka v nucleus pulposus meziobratlové ploténky
- cementoblast a cementocyt (vylučující zubní cement)
- odontoblast a odontocyt (vylučující zubní dentin)
- chondrocyt
  - chondrocyt hyalinní chrupavky
  - chondrocyt vazivové chrupavky
  - chondrocyt elastické chrupavky
- osteoblast a osteocyt
- preosteoblast (osteoprogenitorová buňka, kmenová buňka osteoblastů)
- hyalocyt (ve sklivci)
- hvězdicová buňka (v játrech a jinde)

## Buňky schopné kontrakce (stahu)
- svalová buňka (myocyt)

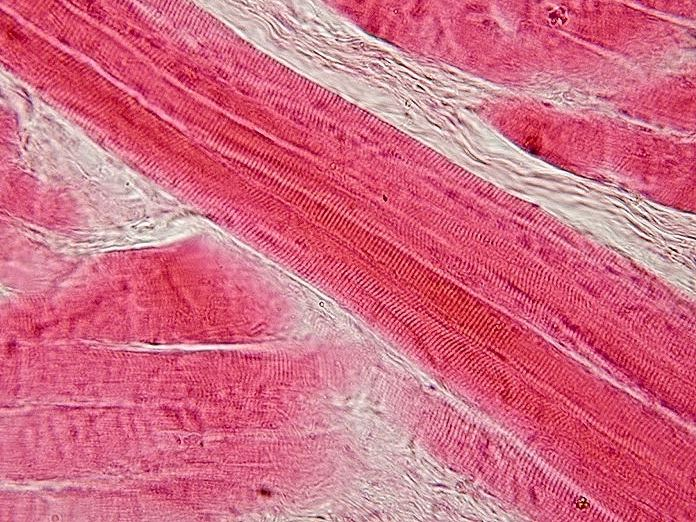
Svalová vlákna příčně pruhované svaloviny

  - rhabdomyocyt (buňka kosterní svaloviny)
    - rhabdomyocyt tvořící červená vlákna
    - rhabdomyocyt tvořící bílá vlákna
    - rhabdomyocyt tvořící intermediální vlákna
    - buňka jaderného vaku svalového vřeténka
    - buňka jaderného řetězce svalového vřeténka
    - satelitní svalová buňka (vlastně kmenová buňka)

  - kardiomyocyt (buňka srdeční svaloviny)
    - kardiomyocyt pracovní svaloviny
    - nodální kardiomyocyt
    - kardiomyocyt tvořící Purkyňova vlákna

  - myocyt hladké svaloviny (různé druhy)
  - myoepiteliální buňky
    - myoepiteliální buňka v duhovce
    - myoepiteliální buňka v exokrinních žlázách

## Buňky krevní a imunitní
- červená krvinka
- megakaryocyt
- makrofág a příbuzné buňky
  - monocyt

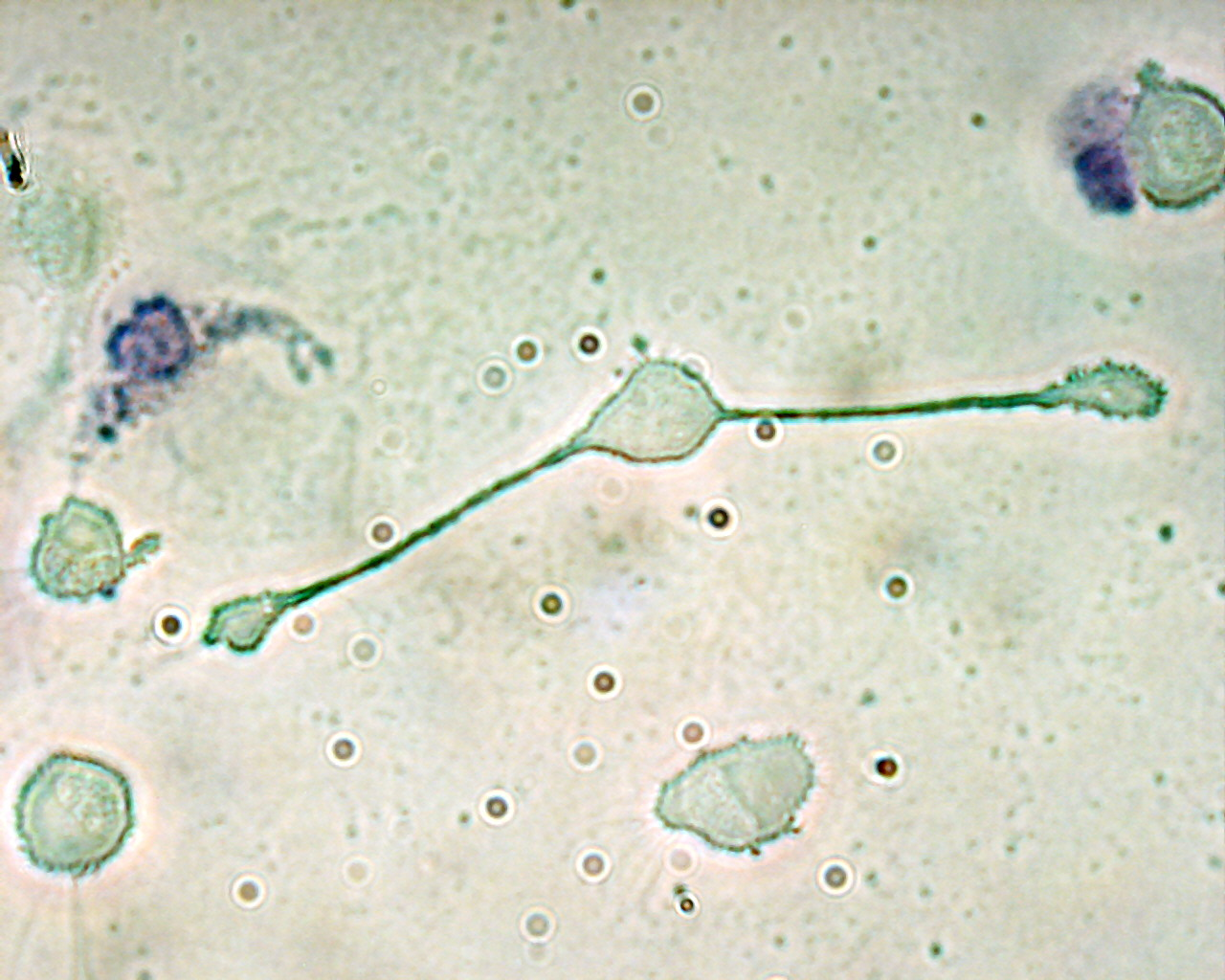
Makrofág – právě tvořící dvě panožky

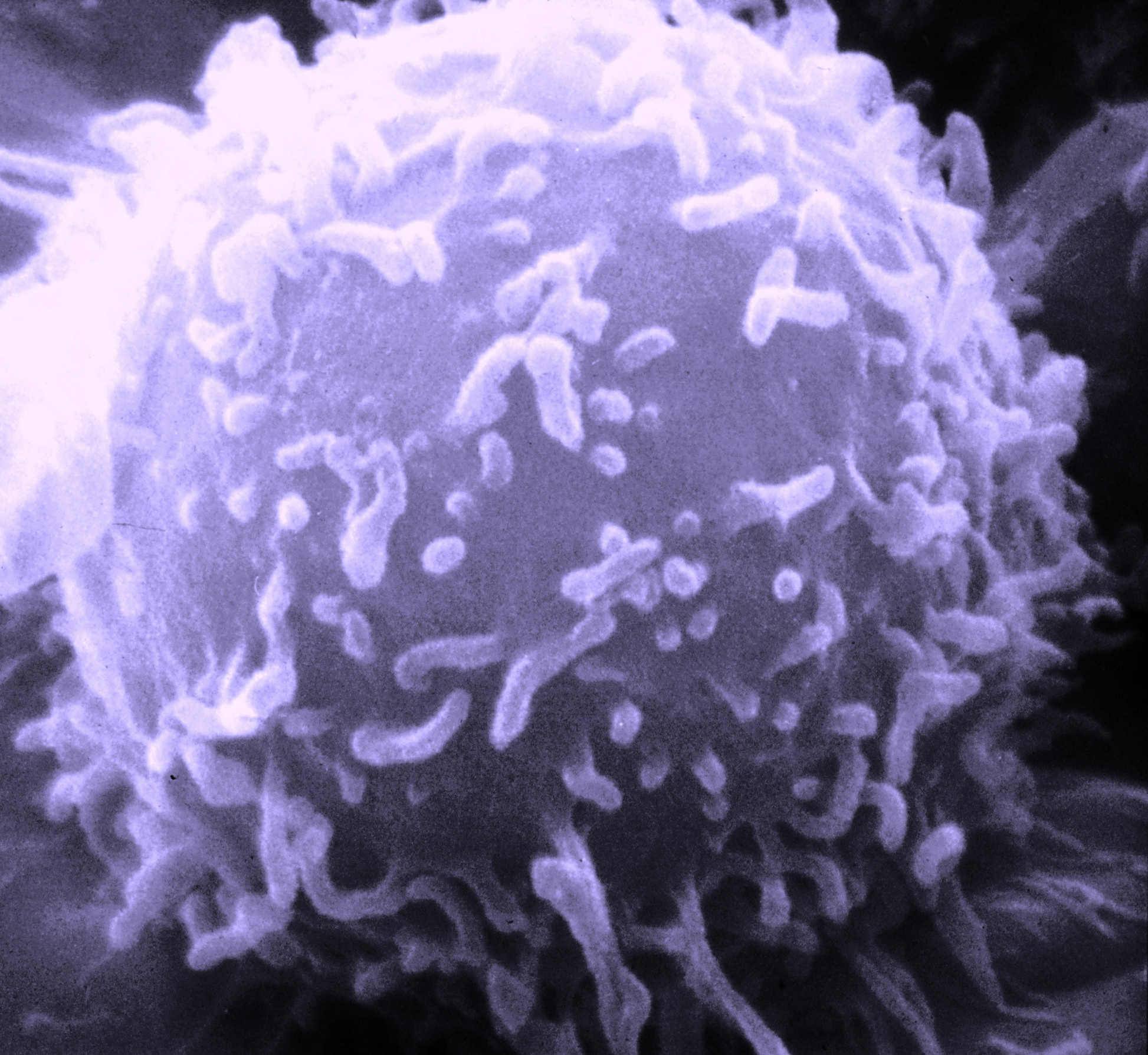
Lymfocyt

  - makrofág v pojivových tkáních (různé druhy)
  - Langerhansova buňka (v pokožce)
  - osteoklast (v kosti)
  - dendritická buňka (v lymfatické tkáni)
  - mikroglie (v CNS)
- neutrofil
- eosinofil
- basofil
- žírná buňka
- T-lymfocyt
  - pomocný T-lymfocyt
  - supresorový T-lymfocyt
  - cytotoxický T-lymfocyt
- B-lymfocyt
  - IgM B-lymfocyt
  - IgG B-lymfocyt
  - IgA B-lymfocyt
  - IgE B-lymfocyt
- NK buňka
- různé kmenové a progenitorové buňky krevních a imunitních buněk v různém stupni diferenciace

## Buňky sloužící jako receptory v smyslových orgánech
- fotoreceptorické buňky
  - tyčinka
  - čípek

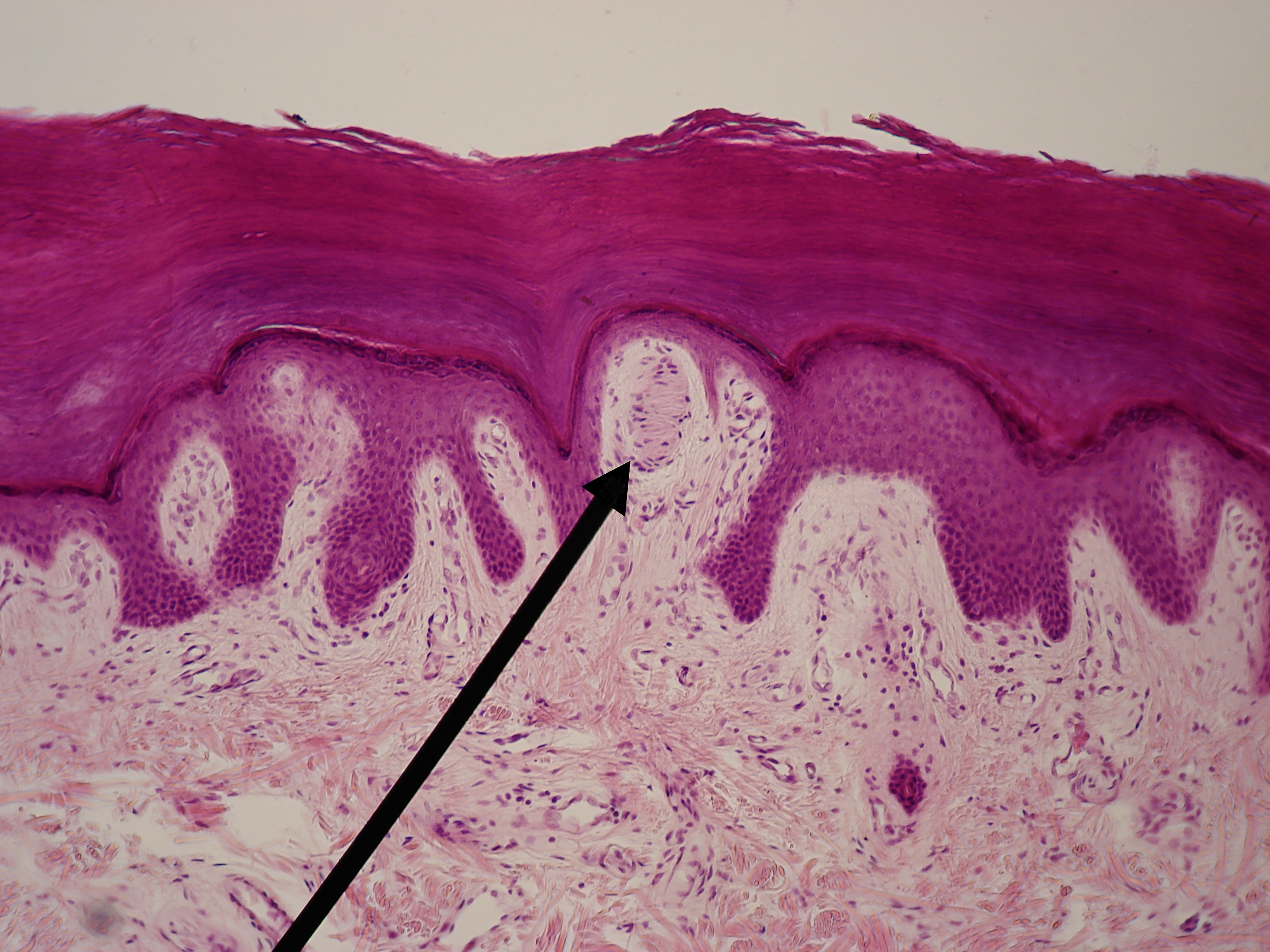
Meissnerova tělíska jsou umístěny v pokožce a reagují na dotyk

    - čípek citlivý převážně na modré světlo
    - čípek citlivý převážně na zelené světlo
    - čípek citlivý převážně na červené světlo
- vnitřní vlásková buňka Cortiho orgánu
- vnější vlásková buňka Cortiho orgánu
- vlásková buňka vestibulárního orgánu rovnováhy I. typu
- vlásková buňka vestibulárního orgánu rovnováhy II. typu
- II. typ buněk chuťového pohárku
- olfaktorický neuron v nose
- bazální buňka čichového epitelu (kmenová buňka pro olfaktorické neurony)
- I. typ buněk karotidového tělíska (krevní pH)
- II. typ buněk karotidového tělíska (krevní pH)
- Merkelova buňka v pokožce (hmat)
- primární smyslový neuron specializovaný na hmat (různé druhy)
- primární smyslový neuron specializovaný na vnímání teploty
  - primární smyslový neuron specializovaný na vnímání tepla
  - primární smyslový neuron specializovaný na vnímání chladu
- primární smyslový neuron specializovaný na vnímání bolesti
- primární smyslový neuron specializovaný na propriorecepci (vnímání napětí ve svalech)

## Buňky autonomní nervové soustavy
- cholinergní (různé druhy)
- adrenergní (různé druhy)
- peptidergní (různé druhy)

## Buňky podpůrné smyslových orgánů a periferních neuronů
- podpůrné buňky Cortiho orgánu
  - vnitřní pilířová buňka
  - vnější pilířová buňka
  - vnitřní falangeální buňka
  - vnější falangeální buňka
  - hraniční buňka
  - Hensenova buňka

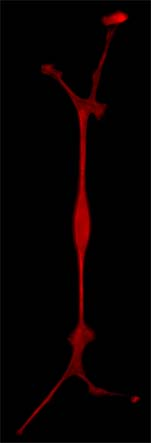
Schwannova buňka kultivovaná in vitro s obarvenými mikrofilamenty

- podpůrná buňka vestibulárního aparátu
- podpůrná buňka chuťový pohárek|chuťového pohárku (II. typ buněk chuťového pohárku)
- podpůrná buňka čichového epitelu
- Schwannova buňka
- satelitní buňka (obklopující těla buněk periferních nervů)
- enterická gliová buňka (v trávicí soustavě)

## Buňky nervové a gliové v centrálním nervovém systému

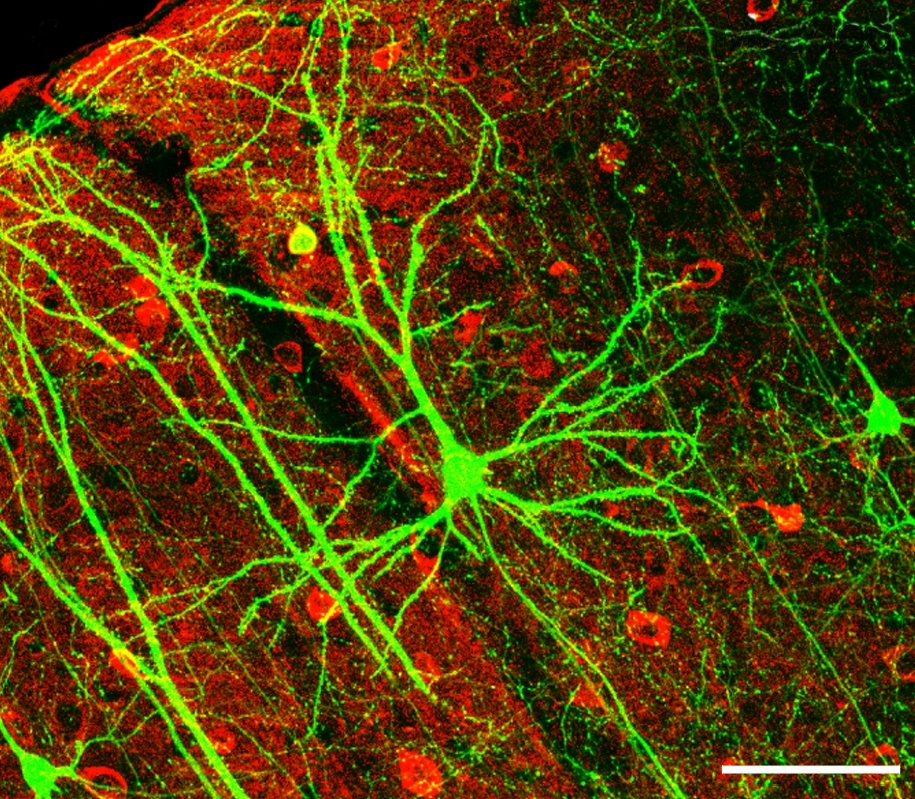
Neuron (zeleně)

- neuron (mnoho typů, klasifikace je nestálá a nedostanečná)
- gliová buňka
  - astrocyt (různé druhy)
  - oligodendrocyt

## Buňky v oční čočce
- epiteliální buňka předního cylindrického epitelu čočky
- vláknitá buňka čočky (obsahuje krystalin)
- pigmentová buňka
- melanocyt
- pigmentovaná epiteliální buňka sítnice

## Buňky zárodečné
- oocyt
- oogonium
- spermatocyt
- spermatogonium

## Buňky podpůrné vyživovací
- vyživovací folikulární buňka ovariálního folikulu
- Sertoliho buňka (ve varlatech)
- epiteliální buňka brzlíku